# Эврика (фильм)
«Эврика» (англ. Eureka) — художественный фильм в жанре психологической драмы, поставленный режиссёром Николасом Роугом по мотивам романа Маршалла Хаутса «Кто убил сэра Гарри Оукса».
В основу сюжета легла реальная история убийства бывшего золотоискателя Гарри Оукса, в котором был обвинён зять убитого, однако впоследствии он был оправдан.

## Сюжет
Джек МакКэнн — золотоискатель, обнаруживший в 1925 году богатое месторождение и в результате моментально разбогатевший. Спустя 20 лет, уже в зрелом возрасте, он богат, живёт на собственном острове, однако далеко не всё благополучно. Он опасается, что его дочь и зять хотят завладеть его состоянием. Кроме того, на его деньги претендуют алчные инвесторы.

## В ролях
- Джин Хэкмэн — Джек МакКэнн
- Тереза Расселл — Трейси
- Рутгер Хауэр — Клод Майо ван Хорн
- Джо Пеши — Маяковский
- Микки Рурк — Аурелио
- Джейн Лапотейр — Хелен Маккэн
- Хелена Каллианиотис — Фрида